# Glee: The 3D Concert Movie (soundtrack)
Glee: The 3D Concert Movie (Motion Picture Soundtrack) je soundtrackové album z amerického hudebního filmu Glee: The 3D Concert Movie. Album vyšlo 9. srpna 2011 přes vydavatelství Columbia Records.

## Tracklist
| Číslo skladby | Název skladby                           | Autoři skladby                                                          | Původní interpret(i)                            | Délka |
| ------------- | --------------------------------------- | ----------------------------------------------------------------------- | ----------------------------------------------- | ----- |
| 1             | „Don't Stop Believin'“                  | Jonathan Cain, Steve Perry, Neal Schon                                  | Journey                                         | 4:00  |
| 2             | „Dog Days Are Over“ (bonusová skladba)  | Florence Welch, Isabella Summers                                        | Florence and the Machine                        | 2:58  |
| 3             | „SING“                                  | My Chemical Romance                                                     | My Chemical Romance                             | 2:40  |
| 4             | „I'm a Slave 4 U“                       | Pharrell Williams, Chad Hugo                                            | Britney Spears                                  | 3:33  |
| 5             | „Fat Bottomed Girls“                    | Brian May                                                               | Queen                                           | 2:20  |
| 6             | „I Want to Hold Your Hand“              | John Lennon, Paul McCartney                                             | Verze T. V. Carpio ve filmu Across the Universe | 3:08  |
| 7             | „Ain't No Way“                          | Carolyn Franklin                                                        | Aretha Franklin                                 | 3:08  |
| 8             | „P. Y. T. (Pretty Young Thing)“         | James Ingram, Quincy Jones                                              | Michael Jackson                                 | 2:42  |
| 9             | „Born This Way“                         | Stefani Germanotta, Jeppe Laursen, Paul Blair, Fernando Garibay         | Lady Gaga                                       | 3:59  |
| 10            | „Firework“                              | Katy Perry, Tor Hermansen, Mikkel Eriksen, Ester Dean, Sandy Wilheim    | Katy Perry                                      | 2:44  |
| 11            | „Teenage Dream“                         | Katy Perry, Lukasz Gottwald, Max Martin, Benjamin Levin, Bonnie McKee   | Katy Perry                                      | 2:30  |
| 12            | „Silly Love Songs“                      | Paul McCartney, Linda McCartney                                         | Paul McCartney& Wings                           | 2:33  |
| 13            | „Raise Your Glass“                      | Pink, Max Martin, Shellback                                             | Pink                                            | 2:25  |
| 14            | „Happy Days Are Here Again / Get Happy“ | Jack Yellen, Ted Koehler                                                | Barbra Streisand / Judy Garland                 | 2:51  |
| 15            | „Lucky“                                 | Jason Mraz, Colbie Caillat, Timothy Fagan                               | Jason Mraz a Colbie Caillat                     | 2:09  |
| 16            | „River Deep – Mountain High“            | Ellie Greenwich, Phil Spector                                           | Ike & Tina Turner                               | 2:40  |
| 17            | „Forget You“                            | Cee Lo Green, Peter Hernandez, Philip Lawrence, Ari Levine, Brody Brown | Cee Lo Green                                    | 2:42  |
| 18            | „Don't Rain on My Parade“               | Bob Merrill                                                             | Barbra Streisand                                | 2:42  |
| 19            | „Jessie's Girl“                         | Rick Springfield                                                        | Rick Springfield                                | 1:59  |
| 20            | „Valerie“                               | Dave McCabe, The Zutons                                                 | Mark Ronson feat. Amy Winehouse                 | 2:06  |
| 21            | „Loser Like Me“                         | Adam Anders, Peer Åström, Savan Kotecha, Max Martin, Johan Schuster     | Původní skladba                                 | 3:45  |
| 22            | „Safety Dance“                          | Ivan Doroschuk                                                          | Men Without Hats                                | 2:34  |
| 23            | „Somebody to Love“                      | Freddie Mercury                                                         | Queen                                           | 4:14  |

## Interpreti
- Dianna Agron
- Chris Colfer
- Darren Criss
- Ashley Fink
- Kevin McHale
- Lea Michele
- Cory Monteith
- Heather Morris
- Chord Overstreet
- Gwyneth Paltrow
- Amber Riley
- Naya Rivera
- Mark Salling
- Harry Shum mladší
- Jenna Ushkowitz